# Sant Mat
Sant Mat je duchovní škola, která byla na vrcholu ve 13. století v severní části Indického subkontinentu. Její duchovní praxe stojí na etickém životě, meditaci a také egalitarianismu v protikladu k tehdejšímu přísnému hinduistickému kastovnímu systému. Důležitá je potřeba žijícího dokonalého mistra, který má za úkol pomoci svým žákům dosáhnout cíle Cesty - Boha.
Duchovní škola existuje dodnes, současným žijícím Mistrem Sant Matu je Sant Baljit Singh žijící v Indii.